# دوریس دراگوویچ
دوریس دراگوویچ (به انگلیسی: Doris Dragović) (زاده ۱۶ آوریل ۱۹۶۱) خواننده، ترانه‌سرا کروات است.
او نماینده یوگسلاوی در مسابقه آواز یوروویژن ۱۹۸۶ بود، او همچنین نماینده کرواسی در مسابقه آواز یوروویژن ۱۹۹۹ بود.